# 매일경제 10
《매일경제 10》은 매일경제TV의 경제 메인 뉴스 프로그램이다.

## 앵커
- 강태호 - 매일경제TV 아나운서

## 같이 보기
- 뉴스프리즘 (SBS CNBC)